# 许乃大
许乃大（？—？），浙江仁和（浙江杭州）人，是一名清朝政治人物。
许乃大曾于1825年接替吴廷扬任上海县知县一职，1827年由李廷锡接任。